# ホワイトラビットからのメッセージ
「ホワイトラビットからのメッセージ」は、渡辺満里奈の2枚目のシングル。1987年1月1日にEPIC・ソニーより発売された。

## 解説
前作「深呼吸して」から3か月ぶりのシングル。「深呼吸して」では、おニャン子クラブの工藤静香・生稲晃子とともに歌っていたが、本作以降カップリング曲を含め渡辺のソロになっている。発売日である1987年1月1日は元日かつ縁起の良い日であり、ホワイトラビットの由来は、発売年が卯（兎）年であることに因んでいる。初回盤のみ特製MARINAロゴ・ステッカーが封入された。
同日発売のシングルカセットには、渡辺によるショート・トークとピアノの演奏が収録されている。

## チャート成績
オリコンチャート1位を獲得。「深呼吸して」に続き2作連続となった。

## 評価
音楽評論家の湯浅学は「セカンド・ライン・ドラミングは印象的」と評している。

## 収録曲
全作詞：秋元康
（SIDE A）作曲・編曲：山川恵津子／（SIDE B）作曲：岸正之・編曲：新川博

### 7インチ・レコード

#### SIDE A
1. ホワイトラビットからのメッセージ

#### SIDE B
1. ジェリービーンズのロマンス

### シングル・カセット

#### SIDE A（歌入り）
1. ホワイトラビットからのメッセージ
2. ジェリービーンズのロマンス

#### SIDE B（カラオケ）
1. ショート・トーキング
2. ホワイトラビットからのメッセージ（カラオケ）

## 収録作品
CD
- MARINA
- おニャン子クラブA面コレクション Vol.3 M-13
- おニャン子クラブB面コレクション Vol.3 M-13